# الفولا
ال-فولا یک منطقهٔ مسکونی در سودان است که در کردفان جنوبی واقع شده‌است.